# Anna und Edith
Anna und Edith ist ein Filmdrama aus dem Jahr 1975. Er ist der erste deutsche Film, der die Liebe zwischen zwei Frauen zum Thema hatte und zugleich der erste von Regina Ziegler produzierte Film.

## Handlung
Anna und Edith arbeiten als Kolleginnen in einem Versicherungsbüro. Edith, die selbstbewusstere der beiden, pflegt ein lockeres Verhältnis zum Chef. Gleichzeitig will Annas Mann sie lieber als Hausfrau sehen. Als er sie dazu drängt, trennt sie sich von ihm. Sie zieht bei Edith ein. Dort entwickelt sich langsam eine romantische Beziehung zwischen beiden Frauen. Derweil werden die Anforderungen im Büro immer höher. Das führt dazu, dass alle Mitarbeiter überlastet sind. Neue Kollegen werden aber nicht eingestellt. Anna und Edith setzen sich deshalb für bessere Arbeitsbedingungen ein. Der Chef, dem die Beziehung der beiden nicht verborgen geblieben ist, versucht sie daraufhin vor ihren Kolleginnen moralisch zu denunzieren.

## Hintergrund
1975 wurde von der UNO-Generalversammlung das „Jahr der Frau“ ausgerufen, wodurch das ZDF einen Fernsehfilm über weibliche Sexualität und Rollenverhältnissen im Kapitalismus veranlasste. Den Verantwortlichen des damals männlich dominierten deutschen Fernsehens missfiel jedoch das Regiekonzept, sodass mit dem erfahrenen Fernsehregisseur Gerrit Neuhaus schließlich ein Mann für die Regie engagiert wurde.

## Kritik
Der Filmdienst bezeichnete Anna und Edith als „inszenatorisch aus heutiger Sicht hausbackenen Fernsehfilm“ und sah ihn vor allem „als ‚Pionier‘ des lesbischen Films, der die Liebe zwischen zwei Frauen als positives Lebensmodell zeigt“.
Das Zeughauskino hob die „erstaunlich undidaktische Erzählweise“ hervor, die zum ersten Mal im deutschen Fernsehen „eine glücklich verlaufende lesbische Liebesgeschichte […] mit Arbeitskampf und Gendersolidarität kontextualisiert.“